# Srdinac
Srdinac falu Horvátországban Kapronca-Kőrös megyében. Közigazgatásilag Kamarcsához tartozik.

## Fekvése
Kaproncától 12 km-re délkeletre, községközpontjától 3 km-re nyugatra a Bilo-hegység lejtőin fekszik.

## Története
A zágrábi káptalan helyzetéről írt 1334-es okirat egy Szent Györgyről nevezett plébániát említ az egykori Komarnica, a mai Gorbonok környékén. B. Madjer horvát történész a templomot a mai Srdinaccal hozza kapcsolatba, mint a településtől keletre emelt templomot. Ezt nem támasztja alá az 1615-ös egyházlátogatás, mely itt egy Szent Erzsébet tiszteletére szentelt egyházat említ ("Ecclesia Sancta Elizabetha de Zredincza"), mely a Szent László és Szent Klára plébániák között feküdt. A középkori falut a török pusztította el, lakói elmenekültek. Helyükre a 17. században főként pravoszláv szerb lakosság telepedett itt le.
A falunak 1857-ben 133, 1910-ben 150 lakosa volt. Trianonig Belovár-Kőrös vármegye Kaproncai járásához tartozott. 2001-ben 37 lakosa volt.

## Nevezetességei
Szent Bertalan apostol tiszteletére szentelt kis hegyi kápolnája.

## Külső hivatkozások
- Kamarcsa község hivatalos oldala
- Horvát történelmi portál – Egykori katolikus plébániák Komarnica (Novigrad Podravski) környékén